# Валя-Калде
Валя-Калде (рум. Valea Caldă) — село у повіті Клуж в Румунії. Входить до складу комуни Кетіна.
Село розташоване на відстані 308 км на північний захід від Бухареста, 41 км на схід від Клуж-Напоки.

## Населення
За даними перепису населення 2002 року у селі проживали 185 осіб. Рідною мовою 181 особа (97,8%) назвала румунську.
Національний склад населення села:
| Національність | Кількість осіб | Відсоток |
| -------------- | -------------- | -------- |
| румуни         | 176            | 95,1%    |
| угорці         | 8              | 4,3%     |